# شناور (ترانه)
«شناور» (به انگلیسی: Levitating) ترانه‌ای از خواننده اهل بریتانیا دوآ لیپا برای دومین آلبوم استودیویی‌اش، نوستالژی آینده (۲۰۲۰) است. «شناور» به‌طور کلی نظرات مثبتی از منتقدان موسیقی دریافت کرد و بسیاری آن را تحسین کردند. پس از انتشار نوستالژی آینده، نسخه انفرادی ترانه وارد جدول‌های رسمی در یونان، مجارستان، لیتوانی، پرتغال، اسلواکی و اسپانیا شد.
ریمیکس «شناور» در ۱۳ اوت ۲۰۲۰ توسط وارنر رکوردز به‌عنوان تک‌آهنگ لید اولین آلبوم ریمیکس لیپا، کلاب نوستالژی آینده منتشر شد. . این ریمیکس شامل ترانه‌سرایی و آوازهای خواننده آمریکایی مدونا و خواننده رپ میسی الیوت است. این ترانه با یک موزیک ویدئو به کارگردانی ویل هوپر همراه بود.